# Thomasomys notatus
Thomasomys notatus är en däggdjursart som beskrevs av Thomas 1917. Thomasomys notatus ingår i släktet paramoråttor, och familjen hamsterartade gnagare. IUCN kategoriserar arten globalt som livskraftig. Inga underarter finns listade i Catalogue of Life.
Arten förekommer i Anderna i södra Peru. Den lever i regioner mellan 2440 och 2900 meter över havet. Individerna går troligen på marken och klättrar i växtligheten.